# Carl C. Anderson

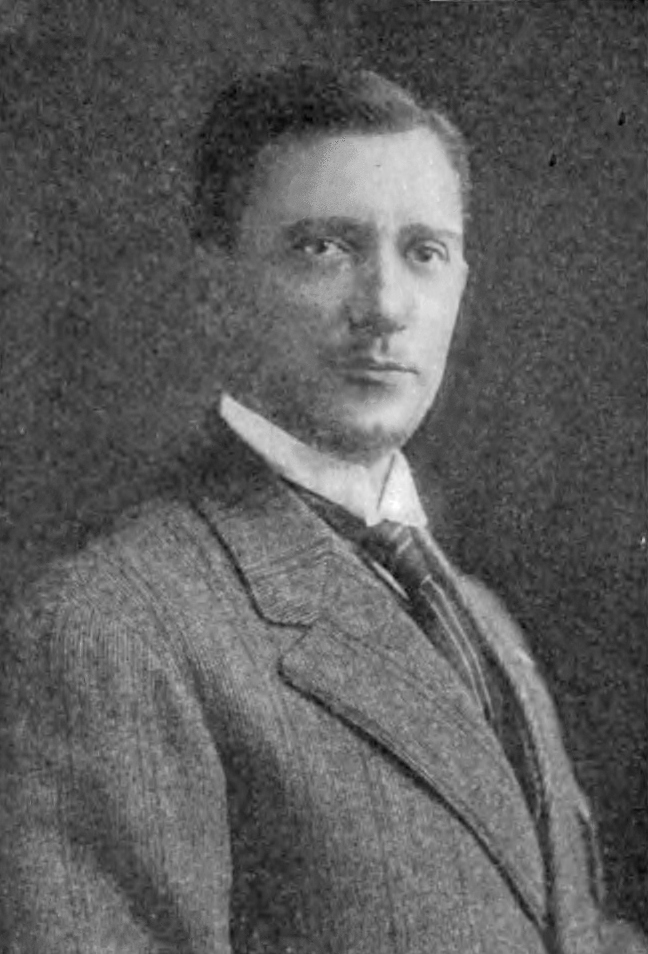
Carl C. Anderson

Carl Carey Anderson (* 2. Dezember 1877 in Bluffton, Ohio; † 1. Oktober 1912 bei Fostoria, Ohio) war ein US-amerikanischer Politiker. Zwischen 1909 und 1912 vertrat er den Bundesstaat Ohio im US-Repräsentantenhaus.

## Werdegang
Im Jahr 1881 zog Carl Anderson mit seinen Eltern nach Fremont, wo er die öffentlichen Schulen besuchte. Später arbeitete er als fahrender Händler. Anschließend zog er nach Fostoria, wo er Unterwäsche herstellte. Gleichzeitig schlug er als Mitglied der Demokratischen Partei eine politische Laufbahn ein. Zwischen 1905 und 1909 war er Bürgermeister der Stadt Fostoria. Er war Präsident des lokalen Krankenhausausschusses und Direktor einiger Handwerksbetriebe.
Bei den Kongresswahlen des Jahres 1908 wurde Anderson im 13. Wahlbezirk von Ohio in das US-Repräsentantenhaus in Washington, D.C. gewählt, wo er am 4. März 1909 die Nachfolge des Republikaners Grant E. Mouser antrat. Nach einer Wiederwahl konnte er bis zu seinem Tod am 1. Oktober 1912 im Kongress verbleiben. An diesem Tag starb er bei einem Autounfall in der Nähe von Fostoria. Er wurde in Fremont beigesetzt.